# Charles III (prince de Monaco)
Pour les articles homonymes, voir Charles III.
Charles III, né le 8 décembre 1818 et mort le 10 septembre 1889 dans son château de Marchais, est prince souverain de Monaco du 20 juin 1856 jusqu'à son décès. Il est le fils du prince Florestan et de Caroline Gibert de Lametz.

## Mariage et enfants

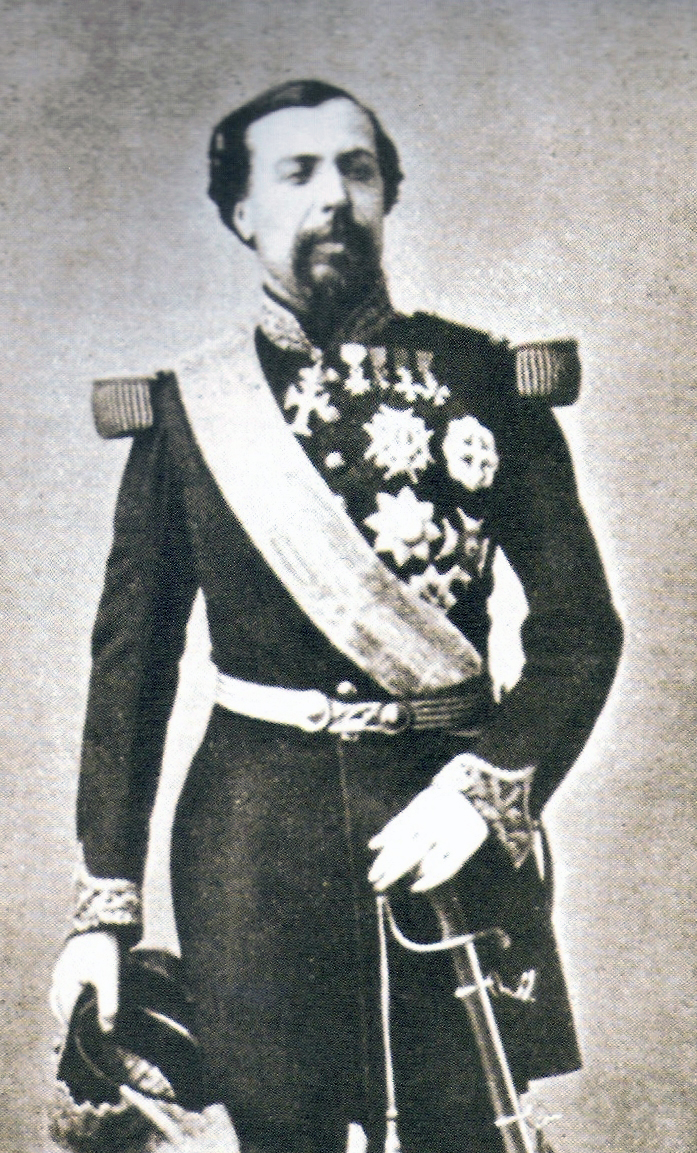
Portrait de Charles III.

Charles se marie à la comtesse Antoinette de Merode-Westerloo le 28 septembre 1846. Son fils Albert Ier lui succède. Il est l'oncle de Maria Vittoria dal Pozzo della Cisterna, épouse de l'éphémère roi Amédée Ier d'Espagne.

## Œuvre du prince

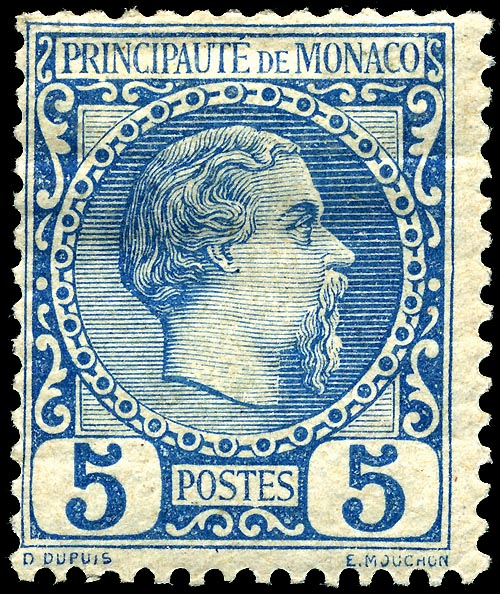
Timbre monégasque représentant le prince de Monaco.

Pendant son règne, les villes de Menton et Roquebrune, qui constituent plus de 80 % du territoire monégasque et se sont déclarées villes libres sous la protection sarde en 1848, sont officiellement cédées à la France, préparant la reconnaissance officielle de l'indépendance de Monaco par Paris.
La perte de Menton et Roquebrune affaiblit sérieusement l'état des finances de la principauté et la rend vulnérable face aux appétits de ses voisins. Il est donc urgent pour la préservation de l'indépendance monégasque de trouver de nouvelles ressources financières. Conseillé par sa mère et grâce à la dot de sa femme, il s'inspire de l'expérience des villes germaniques qui prospèrent grâce aux maisons de jeux et autorise la création d'un casino à Monaco. Les premiers salons de jeux monégasques ouvrent alors dans une maison du quartier de La Condamine, la Maison Bellevue située sur le port de Monaco, puis à l'hôtel de Russie, situé place du Palais dans la vieille ville même.
Mais ces tentatives sont infructueuses : les investisseurs ont alors une mentalité de « gagne-petit » et, manquant d'envergure pour leurs projets, font tous faillite. Afin de renverser la situation, le prince Charles se tourne vers François Blanc, secondé par sa femme Marie, qui accumule les succès dans ce domaine et a fait la fortune du casino de Homburg dans le grand-duché de Hesse.
Pour une somme de 1 700 000 francs, et une rente annuelle de 50 000 francs plus 10 % des bénéfices nets, il octroie pour 50 ans la concession des jeux et signe l'accord le 31 mars 1860. François Blanc prend la tête de la Société des bains de mer (créée en 1863) et du Cercle des étrangers.
Après une première installation infructueuse en 1862 dans le Monaco historique, une humble bâtisse est inaugurée en 1863 au lieu-dit Les Spélugues (les « Grottes »), colline alors trop déserte et isolée de Monaco pour avoir le moindre succès.
Sur ce lieu-dit, Blanc fonde ainsi l'hôtel de Paris en 1864, inaugure le casino en juillet 1865. Ce quartier en plein essor est rebaptisé en l'honneur de Charles III en 1866 sous le nom de « Monte-Carlo » .
La création du Casino de Monte-Carlo fait donc la richesse de la principauté et provoque son essor, attirant la convoitise et la jalousie de la France, dont l'existence des casinos sur son territoire est interdit jusqu'en 1907, qui n'hésite pas à orchestrer une campagne de presse contre Charles III. Celui-ci réplique vigoureusement, en laissant planer la menace d'abandonner son trône au profit de son neveu, le duc allemand Guillaume II de Wurtemberg-Urach. La tension s'apaise entre les deux pays lorsque Charles abandonne définitivement ses droits sur Menton et Roquebrune au profit de la France, lors de la signature du traité franco-monégasque de 1861.

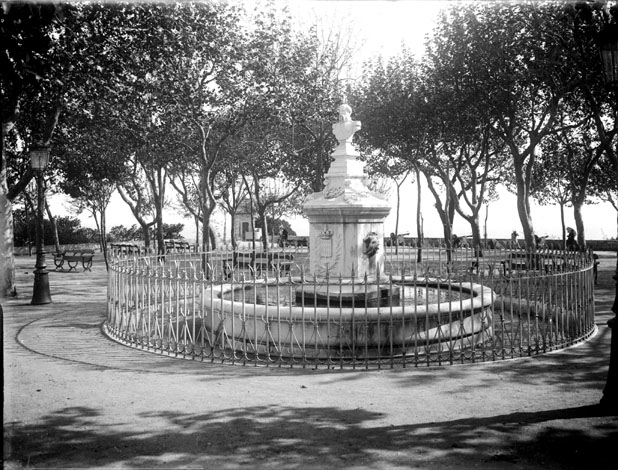
Buste du prince.

En 1885, son effigie figure sur la première émission de timbres-poste de Monaco, remplaçant les timbres de France.
Un buste du prince, réalisé par Mathieu-Meusnier, orne une fontaine du jardin des Boulingrins à Monaco.

## Armoiries
| Blason | Blasonnement : Fuselé d'argent et de gueules. |